# Flugplatz Shakawe

i7
i11
i13
Der Flugplatz Shakawe (englisch Shakawe Airport, IATA-Code: SWX, ICAO-Code: FBSW) ist der Flugplatz der Ortschaft Shakawe im North West District, Botswana. Über ihn werden Lodges und Camps im Norden des Okavangodeltas bedient.
Der Flugplatz kann im Charterbetrieb direkt angeflogen werden. In dem Passagierterminal finden nach Voranmeldung Zoll- und Grenzkontrollen statt.

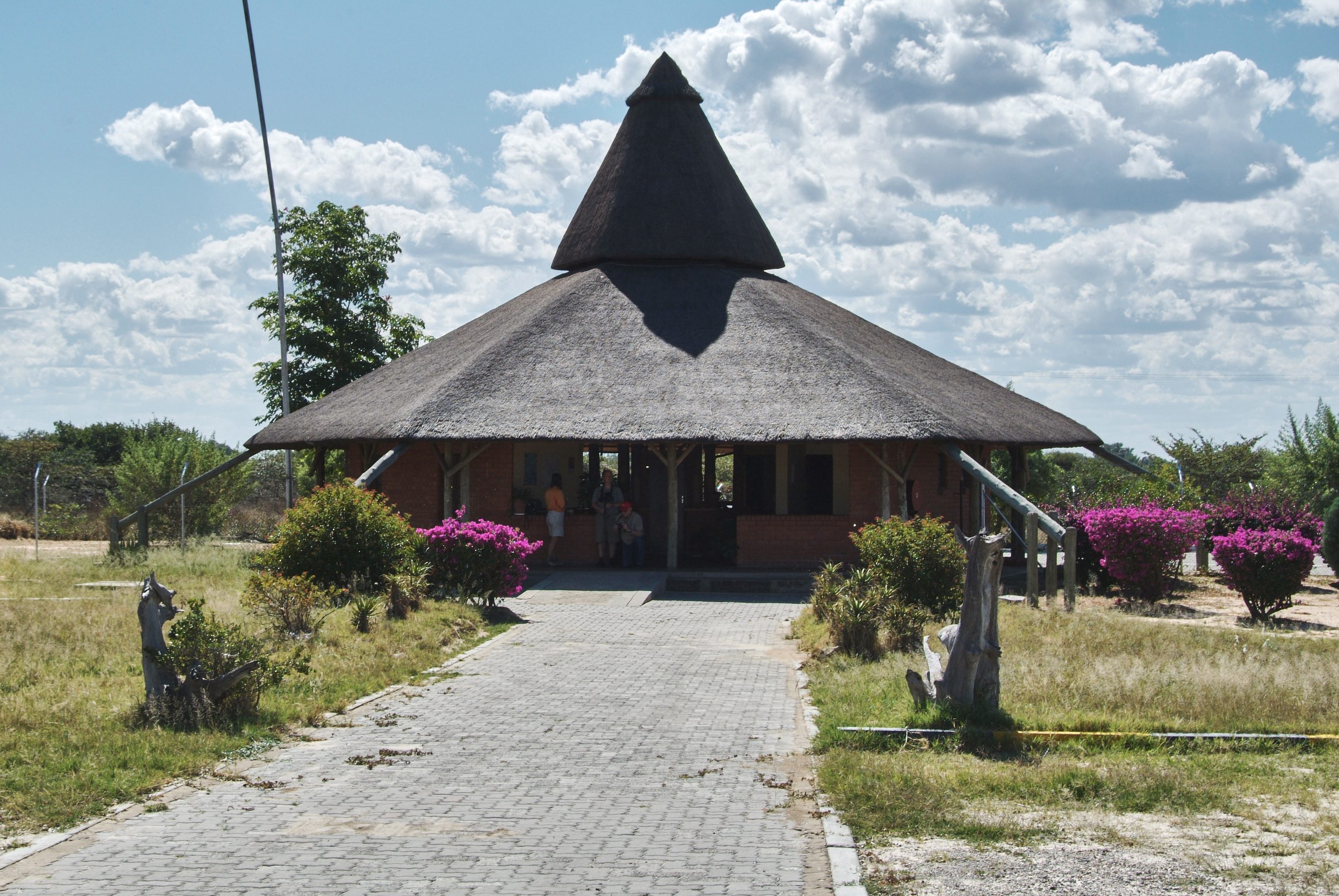
Terminalgebäude
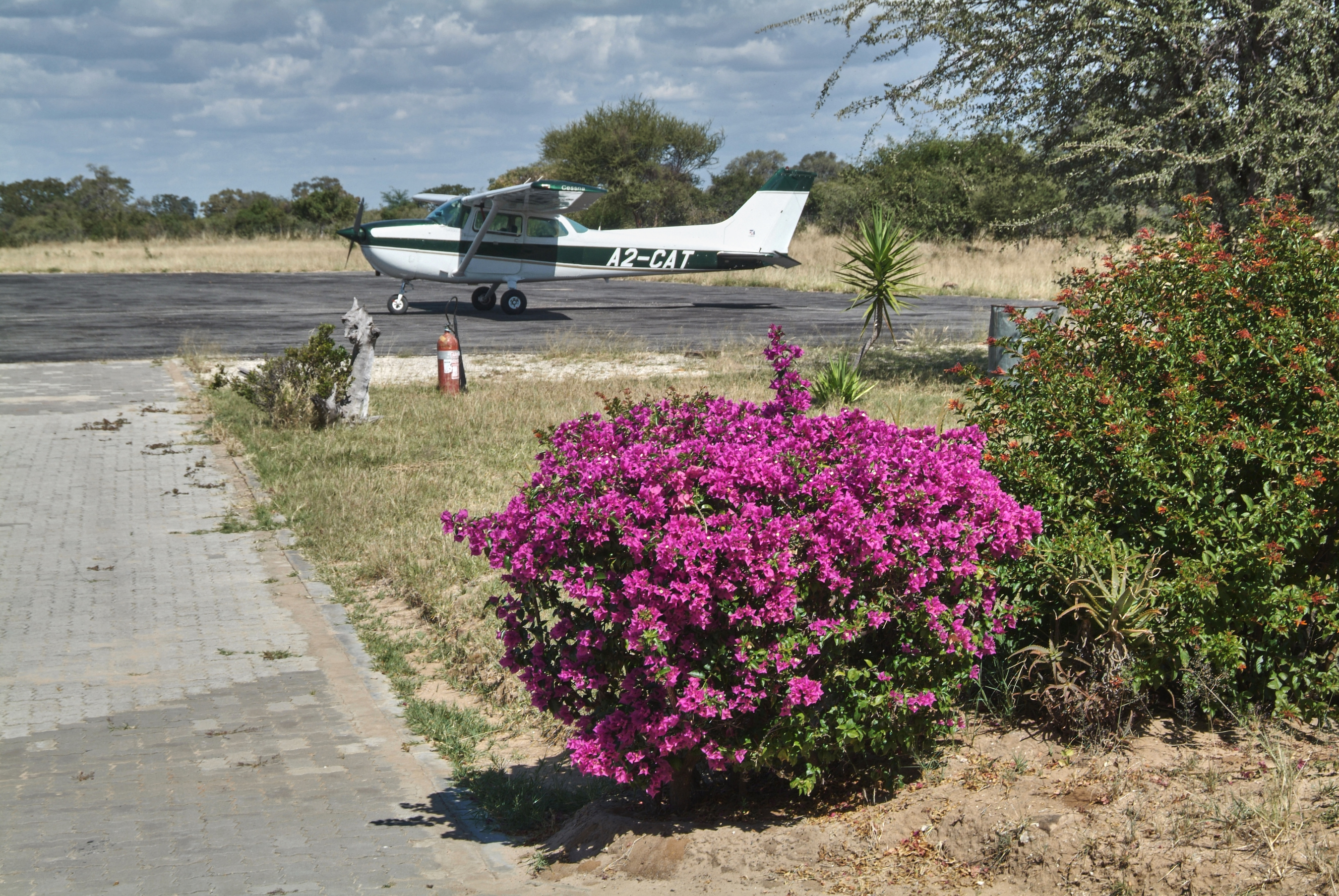
Vorfeld